# 劉先雲
劉先雲（1910年8月11日—2006年11月18日），名龍噓，又名應巧。湖北省大冶縣南鄉劉忠嶺上村人。民國37年（1948年）在湖北省第一選區當選第一屆立法委員。

## 生平[2]
畢業於黃州第六中學及武昌中華大學政經系，初任河南省汜水縣政府課長，旋即投身軍旅，歷任委員長宜昌行轅科員、晉陝綏寧四省剿共總部秘書、武漢警備司令部秘書、湖北省防空司令部秘書主任、陸軍第九十四軍政治部副主任及主任、軍委會江防區經濟封鎖團團長、長江上游江防司令部政治部主任兼特種黨部委員兼書記、湖北省恩施縣實驗縣長、三民主義青年團湖北支團部幹事兼書記等職。民國37年，當選第一屆立法委員，出席內政及地方自治委員會、國防委員會、經濟及資源委員會，1949年2月，湖北省政府改組，辭立法委員，出任湖北省政府委員兼秘書長。到台灣後，歷任革命實踐研究院講座兼秘書主任、臺灣省政府委員兼教育廳長、教育局社會教育司司長兼國立教育館館長、臺北市教育局長、教育部常務次長。1971年受命創辦中華電視台並為首任總經理；1976年轉任考試院服務，自考選部政務次長而升任考試院秘書長；1984年退休，奉聘為國策顧問，兼任《湖北文獻》發行人、康寧護校董事長。